# Klecie (Basses-Carpates)
Pour l’article homonyme, voir Klecie (Poméranie).
Klecie est une localité polonaise de la gmina de Brzostek, située dans le powiat de Dębica en voïvodie des Basses-Carpates.